# Пліхтув
Пліхтув (пол. Plichtów) — село в Польщі, у гміні Новосольна Лодзький-Східного повіту Лодзинського воєводства.
Населення — 174 особи (2011).

## Демографія
Демографічна структура станом на 31 березня 2011 року:
|          | Загалом | Допрацездатний вік | Працездатний вік | Постпрацездатний вік |
| -------- | ------- | ------------------ | ---------------- | -------------------- |
| Чоловіки | 85      | 24                 | 58               | 3                    |
| Жінки    | 89      | 18                 | 55               | 16                   |
| Разом    | 174     | 42                 | 113              | 19                   |